# Дубинський Едуард Ісаакович
Едуард Ісаакович Дубинський (6 квітня 1935, Харків, Українська РСР — 11 травня 1969, Москва, СРСР) — український радянський футболіст. Заслужений майстер спорту (1969).
У складі збірної СРСР брав участь в чемпіонаті світу 1962 року та чемпіонаті Європи 1964 року.

## Біографія
Вихованець харківського футболу.
Грав за клуби: 1952–1954 рр. — Локомотив (Харків), 1955–1956 рр. — ОБО (Київ), 1956 — ОБО (Свердловськ), 1957–1964 ЦСКА Москва, 1964–1965 рр. — ЮГВ, 1966–1967 рр. — СКА (Одеса).
У грі чемпіонату світу зі збірною Югославії отримав важкий перелом ноги, після чого був відправлений у госпіталь, пізніше був кілька разів прооперований. Подолавши подальшу тяжку хворобу зміг повернутися у великий футбол, проте в 1969 році помер від саркоми, що розвилася внаслідок травми.

## Досягнення
Як гравця національної збірної СРСР : Чемпіонат Європи — срібний призер 1964 року, Чемпіонат світу 1962 — Учасник.
Бронзовий призер чемпіонату СРСР 1958 року.
У списках 33 найкращих футболістів сезону в СРСР: № 1 (1961), № 1 (1962); № 1 (1963).